# Johann Jakob Scheuchzer
Johann Jakob Scheuchzer, född den 2 augusti 1672 i Zürich, död där den 23 juni 1733, var en schweizisk naturforskare. Han var far till Johann Caspar Scheuchzer och bror till Johannes Scheuchzer. Auktorsnamnet J.J.Scheuchzer kan användas för Johann Jakob Scheuchzer i samband med ett vetenskapligt namn inom botaniken; se Wikipediaartiklar som länkar till auktorsnamnet.
Scheuchzer var professor i fysik i hemstaden och företog årliga resor i Alperna, varöver han publicerade det huvudsakligen botaniska arbetet Itinera per Helvetim alpinas regiones facta annis 1702–1711 (4 delar, 1723). Han utgav  även Physica sacra (5 delar, med 650 tavlor, 1732–1735), en framställning av de i Bibeln omtalade naturföremålen, särskilt växterna. År 1697 invaldes han som ledamot av Deutsche Akademie der Naturforscher Leopoldina och 1703 valdes han till Fellow of the Royal Society.